# Gargara attenuata
Gargara attenuata är en insektsart som beskrevs av William D. Funkhouser. Gargara attenuata ingår i släktet Gargara och familjen hornstritar. Inga underarter finns listade i Catalogue of Life.